# Kawkhali (Rangamati)
Kawkhali è un sottodistretto (upazila) del Bangladesh situato nel distretto di Rangamati, divisione di Chittagong. Si estende su una superficie di 339,29 km² e conta una popolazione di 42.409 abitanti (dato censimento 1991).